# Konami SCC
Pour les articles homonymes, voir SCC.
Le Konami SCC (Sound Custom Chip ou Sound Creative Chip, référence : 051649 2212P003) est un générateur de son utilisant un échantillonneur, développé par la société de jeux vidéo Konami, en association avec Toshiba à partir de février 1986. C'est un des différents processeurs de son et de gestion mémoire développé par Konami à destination des micro-ordinateurs personnels et consoles de jeu de la fin des années 1980 aux années 1990, avant que les système de 4e génération ne soient prolifiques.
Ce générateur de son supporte 5 voix échantillonnées chacune sur 32 octets, cependant les voix 4 et 5 partagent la même mémoire d'échantillonnage, cela permet de faire tenir l'ensemble sur 128 octests. La fréquence à laquelle sont joués ces échantillons donnent le ton (ou hauteur de note) de l'instrument. Elles ajoutent donc 5 voix aux 3 voix de bases du MSX pour les porter à 8.
Konami à ensuite sorti une version améliorée appelée SCC+. Le SCC+ comporte un 5e emplacement distinct de 32 octets en plus pour l'échantillonnage de la 5e voix.
Ce processeur a été utilisé dans plusieurs cartouches de jeu pour le système de micro-ordinateurs compatibles MSX, tel que Nemesis 2 (ou Gradius 2 hors d'Europe) ou F-1 Spirit (en).
Le SCC est également utilisé sur le circuit imprimé du jeu d'arcade Haunted Castle (suite de Vampire Killer également connu sous le nom de Castle Vania) au côté d'un générateur de son Yamaha YM3812 (ja) (OPL3) et d'un Z80A.

## Liste de cartouches
- Nemesis 2, MSX, 1987
- F-1 Spirit (en), MSX, 1987
- Salamander, MSX, 1987
- Breakshot, MSX2, Unreleased
- Pennantrace, MSX2, 1988
- Parodius, MSX, 1988
- King's Valley II (en), MSX, 1988[3]
- Contra (connu également sous les noms Gryzor et Probotector), MSX2, 1989
- Nemesis 3, MSX, 1989
- Pennantrace 2, MSX2, 1989
- Metal Gear 2: Solid Snake, MSX2, 1990
- Space Manbow, MSX2, 1989
- Quarth, MSX2, 1990